# Ion Jardan
Ion Jardan (Chișinău, 10 gennaio 1990) è un calciatore moldavo, difensore del Petrocub Hîncești.

## Carriera

### Club
Ha giocato nella prima divisione ucraina ed in quella moldava.

### Nazionale
Con la nazionale Under-21 ha giocato 4 partite di qualificazione agli Europei di categoria. Nel 2013 ha invece esordito in nazionale maggiore.

## Palmarès

### Club

#### Competizioni nazionali
- Coppa di Moldavia: 4

Zimbru Chisinau: 2013-2014
Sheriff Tiraspol: 2016-2017
Petrocub Hîncești: 2019-2020, 2023-2024
- Supercoppa di Moldavia: 1

Zimbru Chisinau: 2014
- Campionato moldavo: 3

Sheriff Tiraspol: 2016-2017, 2017
Petrocub Hîncești: 2023-2024